# Estádio Rocha
Estádio Rocha – stadion piłkarski w Bafatá w Gwinei Bissau. Swoje mecze rozgrywają na nim drużyna piłkarska Sporting Clube de Bafatá. Stadion może pomieścić 1000 widzów. 